# Бланкет (Техас)
Бланкет (англ. Blanket) — місто (англ. town) в США, в окрузі Браун штату Техас. Населення — 369 осіб (2020).

## Географія
Бланкет розташований за координатами 31°49′29″ пн. ш. 98°47′22″ зх. д. / 31.82472° пн. ш. 98.78944° зх. д. (31.824839, -98.789479).  За даними Бюро перепису населення США в 2010 році місто мало площу 1,59 км², уся площа — суходіл.

## Демографія
Згідно з переписом 2010 року, у місті мешкало 390 осіб у 164 домогосподарствах у складі 115 родин. Густота населення становила 245 осіб/км².  Було 198 помешкань (124/км²).
Расовий склад населення:
| - 94,1 % — білих - 0,8 % — корінних американців - 0,3 % — чорних або афроамериканців - 2,8 % — осіб інших рас |

До двох чи більше рас належало 2,1 %. Частка іспаномовних становила 12,6 % від усіх жителів.
За віковим діапазоном населення розподілялося таким чином: 23,8 % — особи молодші 18 років, 54,9 % — особи у віці 18—64 років, 21,3 % — особи у віці 65 років та старші. Медіана віку мешканця становила 43,3 року. На 100 осіб жіночої статі у місті припадало 104,2 чоловіків;  на 100 жінок у віці від 18 років та старших — 100,7 чоловіків також старших 18 років.
Середній дохід на одне домашнє господарство  становив 42 715 доларів США (медіана — 38 750), а середній дохід на одну сім'ю — 56 602 долари (медіана — 47 250). За межею бідності перебувало 17,4 % осіб, у тому числі 18,7 % дітей у віці до 18 років та 4,8 % осіб у віці 65 років та старших.
Цивільне працевлаштоване населення становило 146 осіб. Основні галузі зайнятості: виробництво — 21,9 %, освіта, охорона здоров'я та соціальна допомога — 21,9 %, роздрібна торгівля — 19,2 %.